# Die gewaltigen Sieben
Die gewaltigen Sieben (Originaltitel: Maciste il gladiatore più forte del mondo, Alternativtitel:  Maciste – Die gewaltigen Sieben) ist ein italienischer Monumentalfilm aus dem Jahr 1962 und ist der Debütfilm des späteren Komödienspezialisten Michele Lupo. Er wurde am 30. August 1963 in Deutschland erstaufgeführt.

## Handlung
Im antiken kleinasiatischen Staat Mersabad wartet Prinzessin Talima darauf, gekrönt zu werden. Sie hat mehr Freiheiten für ihr Volk in Aussicht gestellt, was dem bisher einflussreichen Oniris nicht gefällt. Deshalb schickt er seinen Ergebenen Rufo nach Rom, der dort Gladiatoren anwerben soll, die die bisherigen Machtstrukturen mit Muskelkraft erhalten sollen, das heißt: die Prinzessin zu töten und Oniris an die Macht zu putschen. Talimas Schwester Resia gehört zu den Verrätern im eigenen Land und sorgt dafür, dass die eigentliche Thronanwärterin ins Verlies geworfen wird. Auf tritt der bärenstarke Marcellus, der sich unter die Gladiatoren mischt und sie einen nach dem anderen besiegen kann. Nachdem er auch einen Teil der mersabadschen Truppen zu seinen Unterstützern rechnen kann, ist es ihm möglich, Talima zu befreien und Oniris einer höheren Macht zu übergeben.

## Hintergrund
Wieder einmal verliert der im Original als Held auftretende Maciste seine Identität zu Gunsten eines dem deutschsprachigen Publikum wohl näher stehenden Marcellus. Als Alternativtitel (Maciste und die gewaltigen Sieben) durfte er jedoch er selbst bleiben. Auch sonst wurde der Film vieler Stilelemente durch den deutschen Verleih beraubt, so zum Beispiel der Pre-Title-Sequenz, in der die Gladiatoren einzeln und mit der für sie typischen Kampfwaffe vorgestellt werden.
Der Film spielte in Italien 444,5 Mio. Lire ein.

## Kritik
„Der übliche Kampffilm um einen antiken Helden, diesmal etwas weniger einfältig gemacht.“

„Naiver „Antikfilm“ der italienischen Serienproduktion.“